# هیدروژن کلرید
هیدروژن کلرید (به انگلیسی: Hydrogen chloride) یک ترکیب شیمیایی با شناسه پاب‌کم 313 است. شکل ظاهری این ترکیب، گاز بی‌رنگ است.